# Saison 2010-2011 des Blackhawks de Chicago
Autres saisons
Saison précédente Saison suivante
La saison 2010-2011 des Blackhawks de Chicago est la 84e saison de la franchise de hockey sur glace.

## Match préparatoire

### Septembre
| No | Date         | Visiteur              | Heure | Score | Domicile               | Fiche | Gardien de but | Aréna                | Poste de Télévision                   |
| -- | ------------ | --------------------- | ----- | ----- | ---------------------- | ----- | -------------- | -------------------- | ------------------------------------- |
| 1  | 22 septembre | Blackhawks de Chicago | 20h00 | 2-4   | Lightning de Tampa Bay | 0-1-0 | Hannu Toivonen | MTS Centre           | CSN Chicago (HD), SUN (HD)            |
| 2  | 24 septembre | Blackhawks de Chicago | 19h00 | 2-3   | Red Wings de Détroit   | 0-2-0 | Corey Crawford | Joe Louis Arena      | FSN Détroit (HD)                      |
| 3  | 25 septembre | Red Wings de Détroit  | 20h00 | 2-4   | Blackhawks de Chicago  | 1-2-0 | Marty Turco    | United Center        | NHL Network États-Unis (HD), WGN (HD) |
| 4  | 28 septembre | Blackhawks de Chicago | 19h00 | 1-4   | Penguins de Pittsburgh | 1-3-0 | Alec Richards  | Consol Energy Center |                                       |
| 5  | 30 septembre | Blackhawks de Chicago | 20h00 | 1-4   | Blues de Saint-Louis   | 1-4-0 | Marty Turco    | Scottrade Center     |                                       |

### Octobre
| No | Date        | Visiteur               | Heure | Score | Domicile              | Fiche | Gardien de but | Aréna         | Poste de Télévision                   |
| -- | ----------- | ---------------------- | ----- | ----- | --------------------- | ----- | -------------- | ------------- | ------------------------------------- |
| 6  | 1er octobre | Penguins de Pittsburgh | 20h30 | 2-5   | Blackhawks de Chicago | 2-4-0 | Corey Crawford | United Center |                                       |
| 7  | 3 octobre   | Blues de Saint-Louis   | 18h00 | 4-3   | Blackhawks de Chicago | 3-4-0 | Marty Turco    | United Center | NHL Network États-Unis (HD), WGN (HD) |

## Joueurs

### Arrivées
| Joueur          | Date              | Durée du contrat | Salaire    | Ancienne franchise    |
| Mathis Olimb    | 17 juin 2010      | 1 an             | 600,000 $  | Frölunda HC           |
| John Scott      | 1er juillet 2010  | 1 an             | 600,000$   | Wild du Minnesota     |
| Marty Turco     | 2 août 2010       | 1 an             | 1,300,000$ | Stars de Dallas       |
| Ryan Potulny    | 8 septembre 2010  | 1 an             | 500,000$   | Oilers d'Edmonton     |
| Hugh Jessiman   | 27 septembre 2010 | 1 an             | 500,000$   | Admirals de Milwaukee |
| Fernando Pisani |                   | 1 an             | 500,000$   | Oilers d'Edmonton     |

### Départs
| Joueur         | Date             | Contrat | Salaire    | Franchise suivante     |
| Danny Richmond | 11 juin 2010     | 1 an    | 550,000$   | Maple Leafs de Toronto |
| Joseph Crabb   | 1er juillet 2010 | 1 an    | 525,000$   | Maple Leafs de Toronto |
| Adam Burish    | 1er juillet 2010 | 2 ans   | 2,300,000$ | Stars de Dallas        |
| Richard Petiot | 2 juillet 2010   | 1 an    | 550,000$   | Oilers d'Edmonton      |
| Kyle Greentree | 7 juillet 2010   | 2 ans   | 1,025,000$ | Capitals de Washington |
| John Madden    | 6 août 2010      | 1 an    | 1,000,000$ | Wild du Minnesota      |
| Antti Niemi    | 2 septembre 2010 | 1 an    | 2,000,000$ | Sharks de San Jose     |

### Prolongations de contrat
| Joueur             | Contrat | Salaire     |
| ------------------ | ------- | ----------- |
| Marcus Kruger      | 3 ans   | 2,205,000$  |
| Niklas Hjalmarsson | 4 ans   | 14,000,000$ |
| Bryan Bickell      | 3 ans   | 1,625,000$  |
| Jack Skille        | 1 an    | 600,000$    |
| Nick Leddy         | 3 ans   | 4,200,000$  |
| Igor Makarov       | 2 ans   | 1,105,000$  |
| Evan Brophey       | 1 an    | 500,000$    |
| Nathan Davis       | 1 an    | 500,000$    |
| Jassen Cullimore   | 1 an    | 500,000$    |
| Hannu Toivonen     | 1 an    | 550,000$    |
| Jordan Hendry      | 1 an    | 600,000$    |
| Nick Boynton       | 1 an    | 500,000$    |
| Brandon Pirri      | 3 ans   | 1,945,000$  |

## Choix au repêchage
| Ronde | Rang | Joueurs            | Position       | Nationalité | Équipe junior                                                                      |
| 1     | 24   | Kevin Hayes        | Ailier droit   | États-Unis  | United States Noble and Greenough School (United States High School Massachusetts) |
| 2     | 35   | Ludvig Rensfeldt   | Centre         | Suède       | Brynäs IF (J20 SuperElit)                                                          |
| 2     | 54   | Justin Holl        | Défenseur      | États-Unis  | Lancers d'Omaha (USHL)                                                             |
| 2     | 58   | Kent Simpson       | Gardien de but | Canada      | Silvertips d'Everett (LHOu)                                                        |
| 2     | 60   | Stephen Johns      | Défenseur      | États-Unis  | USA Hockey National Team Development Program (USHL)                                |
| 3     | 90   | Joakim Nordström   | Centre         | Suède       | AIK (Elitserien)                                                                   |
| 4     | 120  | Rob Flick          | Centre         | Canada      | St. Michael's Majors de Mississauga (LHO)                                          |
| 6     | 151  | Mirko Höfflin      | Centre         | Allemagne   | Mannheim Jr. (Allemagne Jr.)                                                       |
| 6     | 180  | Nick Mattson       | Défenseur      | États-Unis  | Ice d'Indiana (USHL)                                                               |
| 7     | 191  | Macmillian Carruth | Gardien de but | États-Unis  | Winterhawks de Portland (LHOu)                                                     |

## Affiliation
Ligue américaine de hockey : IceHogs de Rockford
ECHL : Walleye de Toledo